# José Izquierdo Mena
José Heriberto Izquierdo Mena (Pereira, Risaralda, Colombia, 7 de julio de 1992) es un exfutbolista colombiano. Se desempeñaba como extremo.

## Trayectoria

### Deportivo Pereira
Iniciaría su carrera en el Deportivo Pereira en el año 2010 donde jugaría 90 partidos y haría un total de 18 goles.

Su debut en la Categoría Primera A lo haría el 4 de abril de 2010 en la derrota 2 a 1 en su visita al Envigado F. C.. Su primer gol como profesional lo hace el 26 de septiembre en el empate aun gol frente al Envigado F. C..

El 10 de septiembre de 2012 le da la victoria su club 2 a 1 sobre el Unión Magdalena por la Categoría Primera B. Su primer doblete lo hace el 24 de septiembre colaborando en la victoria 4 a 2 frente al Real Santander.

### Once Caldas
Izquierdo se unió a Once Caldas en 2013 procedente del Deportivo Pereira donde sería figura valiéndole el reconocimiento nacional. Haría un total de 13 goles en 40 partidos jugados.

Su debut lo hace el 28 de julio de 2013 en la derrota como locales 0-3 frente al Deportivo Cali. El 25 de agosto le da la victoria a su club 2-1 en su visita al Independiente Medellín. Marca el único gol del partido frente al Patriotas Boyacá el 10 de noviembre dándole la victoria a su club como visitantes.

El 23 de febrero de 2013 marca su primer doblete con el club blanco de manizales en la goleada 3 a 0 sobre el Deportes Tolima. Volvería a marcar dos goles el 27 de julio en la victoria 2 a 0 contra Patriotas Boyacá.

### Brujas

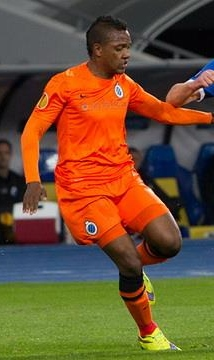
José Izquierdo con el Brujas en 2016.

El 29 de agosto de 2014 sería nuevo jugador del Brujas por 3.8 millones de euros. Su primer gol lo anota el 21 de septiembre en la goleada 5 a 0 sobre el Cortrique. Vuelve a anotar tres días después en la goleada 6 a 1 sobre el Eendracht Aalst esta vez por Copa. Anota su primer doblete el 25 de enero de 2015 en la victoria 3 a 0 en su visita al Círculo de Brujas. Vuelve a marcar dos goles el 15 de marzo en la victoria 1-3 en su visita al Westerlo, el 29 de abril marca de nuevo doblete en el 3 a 1 sobre el Sporting Charleroi. Su primera temporada en Europa terminaría con 15 goles en 44 partidos disputados y siendo uno de los goleadores de su equipo.
El 4 de agosto de 2015 renovaría con el club por cuatro años más hasta 2019 tras ser el goleador del equipo en la temporada pasada. Su primer gol de la temporada lo marca el 21 de noviembre en el 3-0 contra Zulte Waregem.

El 15 de mayo se coronaría campeón de la Pro League 2015-16 en la goleada de su equipo 4-0 sobre el Anderlecht; anotaría siete goles en total en la temporada.
Su primer gol de la temporada 2016/17 lo hace el 23 de julio dándole la victoria a su club 2 a 1 sobre Standard Liège por la Supercopa de Bélgica. El 23 de septiembre marcaría doblete colaborando en la victoria 3-0 de su equipo al Royal Excel Mouscron como visitantes. El 22 de noviembre de 2016 anota su primer gol en la Liga de Campeones de la UEFA en la derrota 2 a 1 en su visita al Leicester City, el campeón de Inglaterra. El 25 de enero anota su primer gol del año en el triunfo 2 a 1 contra Waasland-Beveren.

El 8 de febrero de 2017 es premiado como mejor jugador de la Primera División de Bélgica con 268 votos. El 26 de abril marca doblete en la victoria 3 a 1 sobre Oostende en los cuadrangulares por el título. El 5 de mayo marca su primer hat-trick como profesional en la victoria 3 a 1 como visitantes sobre Royal Charleroi por la fase final del campeonato Pro League 2016-17 donde sale como la figura del partido.

### Brighton & Hove
El 10 de agosto es presentado como nuevo jugador del Brighton & Hove de la Premier League de Inglaterra comprado por 17.8 millones de euros siendo el fichaje más caro en la historia del club. Debuta el 26 de agosto en el empate a cero goles en su visita al Watford jugando los últimos diez minutos. Marca su primer gol el 20 de octubre en la goleada 3 por 0 como visitantes sobre el West Ham marcando un gol de media distancia. El 3 de febrero marca para la victoria 3 por 1 sobre West Ham United, a los ocho días marca para el empate a un gol en su visita al Stoke City.
Debuta en la temporada 2018-19 hasta el 29 de septiembre por una lesión lo que mantendría alejado del equipo, lo hace en la derrota 2-0 en su visita al Manchester City.
Después de casi dos años vuelve a jugar un partido en la Premier League luego de una lesión que lo tuvo marginado mucho tiempo hasta que logró recuperar el nivel para volver al primer equipo, lo haría el 24 de abril de 2021 en la derrota por la mínima en su visita a Sheffield United donde jugaría los últimos ocho minutos.

### Brujas
Retorno Brujas para la temporada 2021-22, pero jamás recupero su nivel deportivo. Disputó su último partido a nivel profesional el 24 de noviembre de 2021 en la derrota frente 0-5 contra el RB Leipzig.

## Selección nacional
Su primer llamado a la selección Colombia sería el 30 de mayo de 2017 visto para los amistosos en territorio español frente a la Selección de España y de Camerún. El 7 de junio debuta con la selección nacional en el empate 2-2 frente a Selección de España entrando en el minuto 87 por Juan Guillermo Cuadrado. En su segundo partido (contra Camerún) marca su primer gol con la selección.
El 14 de mayo de 2018 fue incluido por el entrenador José Pekerman en la lista preliminar de 35 jugadores para disputar la Copa Mundial de Fútbol de 2018. El 4 de junio de 2018 es confirmado entre los 23 jugadores que disputarán la Copa Mundial de Fútbol de 2018 representando a la Selección Colombia. Debuta como titular el 19 de junio en la derrota 2 a 1 frente a Japón, no volvería a tener actuación en Rusia 2018 donde caen eliminados en octavos de final por penales frente a Inglaterra.
El jugador ganó una Bota de Oro y participó en el Mundial de Rusia 2018 con la selección Colombia, no pudo continuar su carrera futbolística debido a varias lesiones en su rodilla, lo que lo alejo del deporte a una corta edad de 29 años.

### Participaciones enCopas del Mundo
| Mundial               | Sede  | Resultado        | PJ | GA | Asis |
| --------------------- | ----- | ---------------- | -- | -- | ---- |
| Mundial de Rusia 2018 | Rusia | Octavos de final | 1  | 0  | 0    |

### Goles internacionales
| # | Fecha               | Lugar                                  | Rival   | Gol   | Resultado | Competición |
| - | ------------------- | -------------------------------------- | ------- | ----- | --------- | ----------- |
| 1 | 13 de junio de 2017 | Coliseum Alfonso Pérez, Getafe, España | Camerún | 4 - 0 | 4 - 0     | Amistoso    |

## Estadísticas

### Equipos
| Club                         | Div.                | Temporada           | Liga  | Liga  | Liga   | Copa Nacional | Copa Nacional | Copa Nacional | Copa Internacional | Copa Internacional | Copa Internacional | Total | Total | Total  | Prom. · |
| Club                         | Div.                | Temporada           | Part. | Goles | Asist. | Part.         | Goles         | Asist.        | Part.              | Goles              | Asist.             | Part. | Goles | Asist. | Prom. · |
| ---------------------------- | ------------------- | ------------------- | ----- | ----- | ------ | ------------- | ------------- | ------------- | ------------------ | ------------------ | ------------------ | ----- | ----- | ------ | ------- |
| Deportivo Pereira · Colombia | 1.ª                 | 2010                | 9     | 1     | 0      | 7             | 3             | 0             | -                  | -                  | -                  | 16    | 4     | 0      | 0,25    |
| Deportivo Pereira · Colombia | 1.ª                 | 2011                | 21    | 1     | 0      | 6             | 1             | 0             | -                  | -                  | -                  | 27    | 2     | 0      | 0,07    |
| Deportivo Pereira · Colombia | 2.ª                 | 2012                | 24    | 10    | 0      | 2             | 0             | 0             | -                  | -                  | -                  | 26    | 10    | 0      | 0,38    |
| Deportivo Pereira · Colombia | 2.ª                 | A-2013              | 15    | 2     | 0      | 6             | 0             | 0             | -                  | -                  | -                  | 21    | 2     | 0      | 0,09    |
| Deportivo Pereira · Colombia | Total               | Total               | 69    | 14    | 0      | 21            | 4             | 0             | -                  | -                  | -                  | 90    | 18    | 0      | 0,20    |
| Once Caldas · Colombia       | 1.ª                 | F-2013              | 15    | 3     | 2      | 0             | 0             | 0             | -                  | -                  | -                  | 15    | 3     | 2      | 0,20    |
| Once Caldas · Colombia       | 1.ª                 | A-2014              | 22    | 9     | 3      | 3             | 1             | 0             | -                  | -                  | -                  | 25    | 10    | 3      | 0,40    |
| Once Caldas · Colombia       | Total               | Total               | 37    | 12    | 5      | 3             | 1             | 0             | -                  | -                  | -                  | 40    | 13    | 5      | 0,33    |
| Brujas · Bélgica             | 1.ª                 | 2014-15             | 32    | 13    | 7      | 6             | 2             | 0             | 6                  | 0                  | 0                  | 44    | 15    | 7      | 0,36    |
| Brujas · Bélgica             | 1.ª                 | 2015-16             | 24    | 7     | 8      | 7             | 0             | 1             | 6                  | 0                  | 0                  | 37    | 7     | 9      | 0,20    |
| Brujas · Bélgica             | 1.ª                 | 2016-17             | 28    | 14    | 2      | 2             | 1             | 1             | 4                  | 1                  | 0                  | 34    | 16    | 3      | 0,47    |
| Brujas · Bélgica             | 1.ª                 | 2017                | -     | -     | -      | -             | -             | -             | 2                  | 0                  | 0                  | 2     | 0     | 0      | 0,0     |
| Brighton & Hove Inglaterra   | 1.ª                 | 2017-18             | 32    | 5     | 4      | 2             | 0             | 0             | -                  | -                  | -                  | 34    | 5     | 4      | 0,16    |
| Brighton & Hove Inglaterra   | 1.ª                 | 2018-19             | 15    | 0     | 0      | 2             | 0             | 0             | -                  | -                  | -                  | 17    | 0     | 0      | 0,0     |
| Brighton & Hove Inglaterra   | 1.ª                 | 2019-20             | 0     | 0     | 0      | -             | -             | -             | -                  | -                  | -                  | 0     | 0     | 0      | 0,0     |
| Brighton & Hove Inglaterra   | 1.ª                 | 2020-21             | 1     | 0     | 0      | -             | -             | -             | -                  | -                  | -                  | 1     | 0     | 0      | 0,0     |
| Brighton & Hove Inglaterra   | Total               | Total               | 48    | 5     | 4      | 4             | 0             | 0             | 0                  | 0                  | 0                  | 52    | 5     | 4      | 0,16    |
| Brujas · Bélgica             | 1.ª                 | 2021-22             | 2     | 0     | 0      | 1             | 1             | 0             | 1                  | 0                  | 0                  | 4     | 1     | 0      | 0,25    |
| Brujas · Bélgica             | Total               | Total               | 86    | 34    | 17     | 16            | 4             | 2             | 19                 | 1                  | 0                  | 121   | 39    | 19     | 0,33    |
| Total en su carrera          | Total en su carrera | Total en su carrera | 237   | 65    | 26     | 43            | 8             | 2             | 18                 | 1                  | 0                  | 298   | 74    | 28     | 0,27    |

### Selección
| Selección         | Año               | Amistosos | Amistosos | Copa América | Copa América | Copa Mundial | Copa Mundial | Eliminatorias Mundialistas | Eliminatorias Mundialistas | Total | Total |
| Selección         | Año               | Part.     | Goles     | Part.        | Goles        | Part.        | Goles        | Part.                      | Goles                      | Part. | Goles |
| ----------------- | ----------------- | --------- | --------- | ------------ | ------------ | ------------ | ------------ | -------------------------- | -------------------------- | ----- | ----- |
| Colombia          | 2017              | 2         | 1         | --           | --           | --           | --           | --                         | --                         | 2     | 1     |
| Colombia          | 2018              | 3         | 0         | --           | --           | 1            | 0            | --                         | --                         | 4     | 0     |
| Total en Colombia | Total en Colombia | 5         | 1         | --           | --           | 1            | 0            | --                         | --                         | 6     | 1     |

### Hat-tricks
| 1 | 5 de mayo de 2017 | Estadio del País de Charleroi, Charleroi | Royal Charleroi - Brujas |  | 1 - 3 | Pro League 2016-17 |

## Palmarés

### Campeonatos nacionales
| Título               | Club   | País    | Año     |
| -------------------- | ------ | ------- | ------- |
| Copa de Bélgica      | Brujas | Bélgica | 2014-15 |
| Jupiler Pro League   | Brujas | Bélgica | 2015-16 |
| Supercopa de Bélgica | Brujas | Bélgica | 2016    |
| Jupiler Pro League   | Brujas | Bélgica | 2021-22 |

### Distinciones individuales
| Distinción                                              | Año  |
| ------------------------------------------------------- | ---- |
| Mejor jugador de la Primera División de Bélgica 2015/16 | 2016 |